# Chengxi (sockenhuvudort i Kina, Jiangsu Sheng, lat 32,49, long 119,89)
Chengxi (kinesiska: 城西, 城西街道) är en sockenhuvudort i Kina. Den ligger i provinsen Jiangsu, i den östra delen av landet, omkring 110 kilometer nordost om provinshuvudstaden Nanjing. Antalet invånare är 74 460. Befolkningen består av 37 656 kvinnor och 36 804 män. Barn under 15 år utgör 10,0 %, vuxna 15-64 år 77 %, och äldre över 65 år 11,0 %.
Runt Chengxi är det tätbefolkat, med 849 invånare per kvadratkilometer. Närmaste större samhälle är Taizhou, 1,5 km öster om Chengxi. Runt Chengxi är det i huvudsak tätbebyggt.
Genomsnittlig årsnederbörd är 1 302 millimeter. Den regnigaste månaden är juli, med i genomsnitt 255 mm nederbörd, och den torraste är januari, med 30 mm nederbörd.